# WTA-toernooi van Buenos Aires
Het WTA-toernooi van Buenos Aires is een tennistoernooi voor vrouwen dat tussen 1965 en 1986 onregelmatig plaatsvond in de Argentijnse hoofdstad Buenos Aires. Het werd hervat in 2021, in de categorie WTA 125. De officiële naam van het toernooi is Argentina Open.
De WTA organiseert het toernooi, dat wordt gespeeld op gravel.
In de edities 1986 en 1987 werd door 56 deelneemsters per jaar gestreden om de titel in het enkelspel, en door 24 paren om de dubbelspeltitel. Er was geen kwalificatietoernooi.
Sinds 2021 zijn er 32 enkelspeldeelneemsters en 16 paren in het dubbelspel. Het kwalificatietoernooi bestaat uit acht speelsters. In 2024 werd het aantal dubbelspelteams gereduceerd tot 8.

## Officiële namen
| 1965, 1971, 19743 | River Plate Championships                  |
| 1966              | Argentine and South American Championships |
| 1967, 1972–197411 | South American Championships               |
| 1975              | Argentine Open Championships               |
| 1978              | Río de la Plata Open                       |
| 1986–1987         | Argentinian Open                           |
| 2021–heden        | Argentina Open                             |

3=maart; 11=november

## Meervoudig winnaressen enkelspel
| speelster         | aantal titels | in de jaren |
| ----------------- | ------------- | ----------- |
| Raquel Giscafré   | 2             | 1974, 1975  |
| Gabriela Sabatini | 2             | 1986, 1987  |

## Enkel- en dubbelspeltitel in één jaar
| speelster         | in het jaar |
| ----------------- | ----------- |
| Lesley Turner     | 1965        |
| Norma Baylon      | 1966        |
| Olga Morozova     | 1971        |
| Gabriela Sabatini | 1987        |

## Finales

### Enkelspel
| Datum      | Naam                                 | Cat.          | ($)           | Ondergrond     | Winnares           | Verliezend finaliste    | Uitslag       |               |
| ---------- | ------------------------------------ | ------------- | ------------- | -------------- | ------------------ | ----------------------- | ------------- | ------------- |
| 1965-04-19 | River Plate Championships            |               |               | gravel, buiten | Lesley Turner      | Margaret Smith          | 6-3, 6-3      |               |
| 1966-10-24 | Argentine and South American Champ's |               |               | gravel, buiten | Norma Baylon       | Nancy Richey            | 6-3, 7-9, 6-4 |               |
| 1967-10-30 | South American Championships         |               |               | gravel, buiten | Billie Jean King   | Rosie Casals            | 6-3, 3-6, 6-2 |               |
| 1968–1970  | geen toernooi                        | geen toernooi | geen toernooi | geen toernooi  | geen toernooi      | geen toernooi           | geen toernooi | geen toernooi |
| 1971-04-26 | River Plate Championships            |               |               | gravel, buiten | Olga Morozova      | Anna-Maria Nasuelli     | 6-3, 6-4      |               |
| 1972-11-27 | South American Championships         |               |               | gravel, buiten | Virginia Wade      | Fiorella Bonicelli      | 6-4, 6-1      |               |
| 1973       | geen toernooi                        | geen toernooi | geen toernooi | geen toernooi  | geen toernooi      | geen toernooi           | geen toernooi | geen toernooi |
| 1974-03-04 | River Plate Championships            |               |               | gravel, buiten | Fiorella Bonicelli | Beatriz Araújo          | 6-4, 3-6, 7-5 |               |
| 1974-11-18 | South American Championships         |               |               | gravel, buiten | Raquel Giscafré    | Beatriz Araújo          | 7-5, 1-6, 6-2 |               |
| 1975-11-10 | Argentine Open Championships         |               |               | gravel, buiten | Raquel Giscafré    | Kristien Shaw           | 6-2, 6-4      |               |
| 1976–1977  | geen toernooi                        | geen toernooi | geen toernooi | geen toernooi  | geen toernooi      | geen toernooi           | geen toernooi | geen toernooi |
| 1978-10-30 | Río de la Plata Open                 |               | 35.000        | gravel, buiten | Caroline Stoll     | Emilse Raponi           | 6-3, 6-2      |               |
| 1979–1985  | geen toernooi                        | geen toernooi | geen toernooi | geen toernooi  | geen toernooi      | geen toernooi           | geen toernooi | geen toernooi |
| 1986-12-01 | Argentinian Open                     |               | 50.000        | gravel, buiten | Gabriela Sabatini  | Arantxa Sánchez Vicario | 6-1, 6-1      |               |
| 1987-11-30 | Argentinian Open                     |               | 50.000        | gravel, buiten | Gabriela Sabatini  | Isabel Cueto            | 6-0, 6-2      |               |
| 1988–2020  | geen toernooi                        | geen toernooi | geen toernooi | geen toernooi  | geen toernooi      | geen toernooi           | geen toernooi | geen toernooi |
| 2021-11-01 | Argentina Open                       | WTA 125       | 115.000       | gravel, buiten | Anna Bondár        | Diane Parry             | 6-3, 6-3      | details       |
| 2022-11-14 | Argentina Open                       | WTA 125       | 115.000       | gravel, buiten | Panna Udvardy      | Danka Kovinić           | 6-4, 6-1      | details       |
| 2023-11-27 | Argentina Open                       | WTA 125       | 115.000       | gravel, buiten | Laura Pigossi      | María Lourdes Carlé     | 6-3, 6-2      | details       |
| 2024-11-25 | Argentina Open                       | WTA 125       | 115.000       | gravel, buiten | Mayar Sherif       | Katarzyna Kawa          | 6-3, 4-6, 6-4 | details       |

### Dubbelspel
| Datum      | Naam                                       | Cat.          | ($)           | Ondergrond     | Winnaressen                             | Verliezend finalistes                   | Uitslag          |               |
| ---------- | ------------------------------------------ | ------------- | ------------- | -------------- | --------------------------------------- | --------------------------------------- | ---------------- | ------------- |
| 1965-04-19 | River Plate Championships                  |               |               | gravel, buiten | Margaret Smith Lesley Turner            | Mabel Bove Graziela Lombardi            | 6-0, 7-5         |               |
| 1966-10-24 | Argentine and South American Championships |               |               | gravel, buiten | Norma Baylon Nancy Richey               | Rosie Casals Ingrid Löfdahl             | 6-1, 6-4         |               |
| 1967–1970  | geen toernooi                              | geen toernooi | geen toernooi | geen toernooi  | geen toernooi                           | geen toernooi                           | geen toernooi    | geen toernooi |
| 1971-04-26 | River Plate Championships                  |               |               | gravel, buiten | Olga Morozova Betty Stöve               | Beatriz Araújo Inés Roget               | 7-5, 6-1         |               |
| 1972-11-27 | South American Championships               |               |               | gravel, buiten | Helga Masthoff Pam Teeguarden           | Ana María Pinto Bravo Virginia Wade     | 7-5, 6-2         |               |
| 1973       | geen toernooi                              | geen toernooi | geen toernooi | geen toernooi  | geen toernooi                           | geen toernooi                           | geen toernooi    | geen toernooi |
| 1974-03-04 | River Plate Championships                  |               |               | gravel, buiten | Fiorella Bonicelli Raquel Giscafré      | Patricia Bianchi Inés Roget             | 6-2, 3-6, 6-3    |               |
| 1974-11-18 | South American Championships               |               |               | gravel, buiten | Katja Ebbinghaus Helga Masthoff         | Beatriz Araújo Raquel Giscafré          | 6-0, 6-1         |               |
| 1975-11-10 | Argentine Open Championships               |               |               | gravel, buiten | Beatriz Araújo Raquel Giscafré          | Michelle Rodríguez Kristien Shaw        | 6-3, 2-6, 8-6    |               |
| 1976–1977  | geen toernooi                              | geen toernooi | geen toernooi | geen toernooi  | geen toernooi                           | geen toernooi                           | geen toernooi    | geen toernooi |
| 1978-10-30 | Río de la Plata Open                       |               | 35.000        | gravel, buiten | Françoise Dürr Valerie Ziegenfuss       | Laura duPont Regina Maršíková           | 1-6, 6-4, 6-3    |               |
| 1979–1985  | geen toernooi                              | geen toernooi | geen toernooi | geen toernooi  | geen toernooi                           | geen toernooi                           | geen toernooi    | geen toernooi |
| 1986-12-01 | Argentinian Open                           |               | 50.000        | gravel, buiten | Lori McNeil Mercedes Paz                | Manon Bollegraf Nicole Jagerman         | 6-1, 2-6, 6-1    |               |
| 1987-11-30 | Argentinian Open                           |               | 50.000        | gravel, buiten | Mercedes Paz Gabriela Sabatini          | Jill Hetherington Christiane Jolissaint | 6-2, 6-2         |               |
| 1988–2020  | geen toernooi                              | geen toernooi | geen toernooi | geen toernooi  | geen toernooi                           | geen toernooi                           | geen toernooi    | geen toernooi |
| 2021-11-01 | Argentina Open                             | WTA 125       | 115.000       | gravel, buiten | Irina Maria Bara Ekaterine Gorgodze     | María Lourdes Carlé Despina Papamichail | 5-7, 7-5, [10-4] | details       |
| 2022-11-14 | Argentina Open                             | WTA 125       | 115.000       | gravel, buiten | Irina Maria Bara Sara Errani            | Jang Su-jeong You Xiaodi                | 6-1, 7-5         | details       |
| 2023-11-27 | Argentina Open                             | WTA 125       | 115.000       | gravel, buiten | María Lourdes Carlé Despina Papamichail | María Paulina Pérez García Sofia Sewing | 6-3, 4-6, [11-9] | details       |
| 2024-11-25 | Argentina Open                             | WTA 125       | 115.000       | gravel, buiten | Maja Chwalińska Katarzyna Kawa          | Laura Pigossi Mayar Sherif              | 6-4, 3-6, [10-7] | details       |